# Kasteel van Monceau-sur-Sambre
Het kasteel van Monceau-sur-Sambre is een geklasseerd monument in Monceau-sur-Sambre in de provincie Henegouwen.

## Geschiedenis
Het kasteel behoorde toe aan Otto VI van Trazegnies (± 1300 - ± 1384). In 1443 erfde Anna van Trazegnies het landgoed en werd het eigendom van de familie van haar man, Arnold van Hamal, heer van Elderen.
Rond 1510 werd het huis gemoderniseerd door Jan van Hamal. Een kapel werd gebouwd op initiatief van zijn vrouw. De kelders in de oostvleugel van het huidige kasteel zijn uit deze tijd.
In de tweede helft van de zestiende eeuw werd het kasteel verwoest door Franse troepen.
Willem van Hamal Monceau herbouwde het kasteel in 1607.
In 1651 trouwde Anne Florence van Hamal Monceau met de markies van Aiseau, Pierre Eugène de Gavre (van Gavere). Ze was eerst getrouwd Filips van Hamal, baron van Vierves.
De Gavre's kregen de titel van prins in 1736. Frans Jozef van Gavere (1731-1797) liet de westvleugel bouwen in de tweede helft van de achttiende eeuw. Het kasteel kreeg zijn huidige uiterlijk: U-vorm rond een binnenplaats, open aan de noordzijde.
In 1866 werd het kasteel en de gronden verkocht aan baron Jules Jean Houtart. Hij liet het gebouw renoveren door architect Justin Bruyenne die trapgevels rondom de binnenplaats toevoegt, typisch voor de toenmalige historiserende architectuur. Houtarts kinderen waren de laatste privé-eigenaars en bewoners.
In 1938 werd het park en het kasteel verkocht aan de gemeente van Monceau voor 1.250.000 Belgische frank. Het kasteel is beschermd sinds 1989.